# Tabernaemontana antheonycta
Tabernaemontana antheonycta là một loài thực vật thuộc họ Apocynaceae. Loài này có ở Brunei và Malaysia.